# Brangkal (Sooko)
Brangkal is een bestuurslaag in het regentschap Mojokerto van de provincie Oost-Java, Indonesië. Brangkal telt 4059 inwoners (volkstelling 2010).